# Agathis flaccisulcata
Agathis flaccisulcata är en stekelart som beskrevs av Bhat och Gupta 1977. Agathis flaccisulcata ingår i släktet Agathis och familjen bracksteklar. Inga underarter finns listade i Catalogue of Life.